# Athlone
Athlone (iriska: Baile Átha Luain eller Ath Luain) är en stad som ligger vid floden Shannon, nära den södra delen av Lough Ree cirka 130 kilometer väster om Dublin i grevskapet Westmeath i Republiken Irland. Den västra delen av Athlone utgör en del av grevskapet Roscommon, även om den största delen ligger i Westmeath. Administrativt sett ingår staden i grevskapet Westmeath sedan 1898. Staden hade 2017 totalt 21 399 invånare.
En av de större arbetsgivarna i staden är telekomföretaget Ericsson, som etablerades 1974 och idag har 700 anställda.
Vid Athlone går motorvägen M6 som går mellan Galway och Dublin.

## Sport
- Athlone Town AFC
- Hemmaarena:	Athlone Town stadium (kapacitet: 5 000)

## Personligheter
- John McCormack (1884-1945), irländsk tenor, föddes här.